# Al-Asma'i (revista)
Al-Asma'i (en árabe: الأصمعي‎) fue una revista quincenal literaria y política árabe de corta duración publicada en 1908 y 1909 en Palestina, entonces parte del Imperio otomano . La revista fue una de las primeras publicaciones que surgieron en Palestina tras el levantamiento de la censura de prensa. Fue impreso y distribuido en Jerusalén, mientras que la sede y oficinas de la revista estaban en Jaffa.
La revista fue fundada por Hanna El-Issa, un empresario árabe cristiano de Jaffa, a raíz de la Revolución de los Jóvenes Turcos de 1908, que levantó la censura de prensa en el imperio. A él se unieron intermitentemente escritores como Khalil al-Sakakini, Isaaf Nashashibi y Mananah Sidawi. La publicación lleva el nombre de Al-Asma'i, uno de los primeros eruditos árabes. La primera edición de Al-Asma'i se publicó el 1 de septiembre de 1908 y la última el 1 de febrero de 1909, para un total de once ediciones en un período de cinco meses 
Al-Asma'i presentó los problemas que enfrenta la sociedad palestina, describiendo sus dificultades y penurias, además de transmitir sus demandas. Desde el principio, Al-Asma'i se opuso y temió al sionismo, y se opuso a la inmigración judía a Palestina desde una perspectiva de patriotismo local y nacionalismo árabe. La revista criticaba con frecuencia a los colonos sionistas y los acusaba de competencia desleal con los artesanos y comerciantes árabes, resentían los privilegios que disfrutaban de las potencias extranjeras y los consideraba una amenaza para la población local.
También se centró en la lucha de los laicos árabes contra el clero griego que dominaba el Patriarcado Ortodoxo de Jerusalén, conocido como Movimiento Árabe Ortodoxo. Escribió sobre temas de interés para los campesinos árabes, como el desarrollo agrícola, y promovió cuestiones de las mujeres, incluida la importancia de su educación. La revista se suspendió debido a la preocupación del propietario Hanna El-Issa por el Movimiento Árabe Ortodoxo y su muerte el 12 de septiembre de 1909. Su hermano Yousef El-Issa y su primo Issa El-Issa fundaron Filastin en 1911, que se convirtió en uno de los diarios palestinos más influyentes.

## Antecedentes

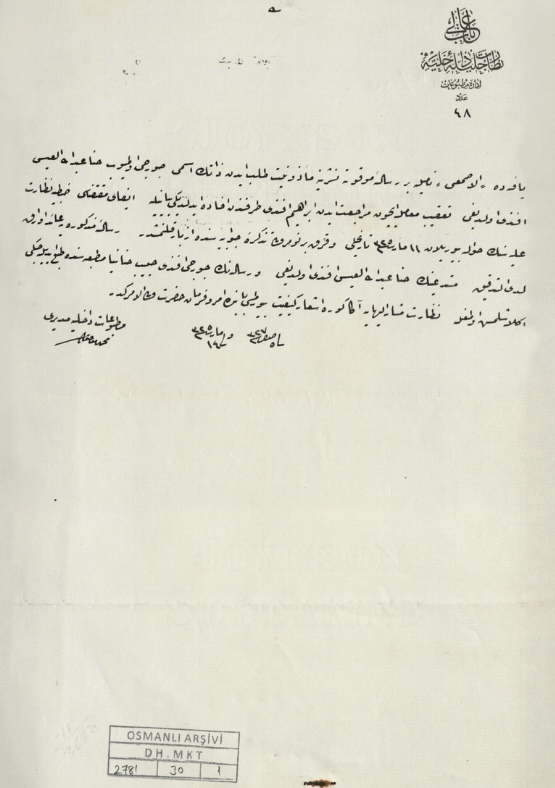
Aprobación de licencia otomana para Al-Asma'i, 1908.

Antes de 1908, la región palestina del Imperio otomano no tenía prensa en idioma árabe, excepto un boletín oficial publicado en Jerusalén tanto en árabe como en turco. Pero después de la Revolución de los Jóvenes Turcos de ese año, que levantó la censura de prensa en el imperio, surgieron quince publicaciones en Palestina. Muchas de estas importantes publicaciones fueron editadas o publicadas por figuras destacadas de la comunidad cristiana árabe palestina, en particular miembros de la Iglesia ortodoxa. Al-Asma'i y el periódico Al-Quds fueron una de las dos primeras publicaciones que surgieron en Palestina en 1908.Mandel, 1976, p. 127
El fundador y editor de Al-Asma'i fue Hanna El-Issa, un hombre de negocios árabe cristiano de Jaffa, que era miembro de la familia El-Issa, que había sido pionera en la publicación de periódicos en Palestina. Hanna era el hermano mayor de Yousef El-Issa y primo de Issa El-Issa, los dos fundadores de Filastin en 1911, que se convirtió en uno de los diarios palestinos más influyentes. Hanna también escribió para el periódico Al-Quds, con sede en Jerusalén, propiedad de Jurji Habib Hannania, cuyo equipo utilizó para la impresión de la revista. Así, Al-Asma'i fue impreso y distribuido en Jerusalén, pero su sede y oficinas estaban en Jaffa.
Su primer número se publicó el 1 de septiembre de 1908 y el último el 1 de febrero de 1909. Al publicarse cada dos semanas, se publicaron once ediciones en cinco meses. Además de Hanna El-Issa, fue editado de forma intermitente por varios autores, entre ellos Khalil al-Sakakini, Isaaf Nashashibi y Mananah Sidawi. La revista se menciona a menudo en las memorias de al-Sakakini; en un ejemplo, menciona en una entrada de 1908: «Me lavé y hice ejercicio, y después del desayuno me senté en mi escritorio, fumé mi narguile y revisé los borradores de al-Asma'i».

## Posiciones políticas

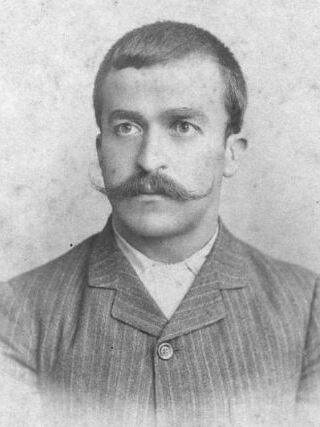
Retrato de Khalil al-Sakakini, editor de Al-Asma'i, tomado en Jerusalén, 1906.

### Movimiento árabe ortodoxo
El Movimiento Árabe Ortodoxo es un movimiento social y político que data desde finales del siglo XIX y que tiene como objetivo la arabización del Patriarcado griego ortodoxo de Jerusalén, que tiene jurisdicción sobre las comunidades ortodoxas de las regiones de Palestina y Transjordania, a las que pertenecen la mayoría de los cristianos. pertenecer. Ambos editores, Hanna El-Issa y Khalil Sakakini, eran miembros cristianos árabes de la Iglesia Ortodoxa y figuras activas del movimiento, sobre el que escribían con frecuencia en la revista.

### Oposición al sionismo
Desde el principio, Al-Asma'i se opuso y temió al sionismo, y se opuso a la inmigración judía a Palestina desde una perspectiva de patriotismo local y nacionalismo árabe. El académico Neville J. Mandel consideró que esto representaba las primeras tendencias antisionistas y escribió que: «Al hacerlo, se adelantaron, a veces mucho, a sus lectores».
La revista criticaba con frecuencia a los colonos sionistas y los acusaba de competencia desleal con los artesanos y comerciantes árabes, resentían los privilegios que disfrutaban de las potencias extranjeras y los consideraba una amenaza para la población local. Citó cómo sus ciudadanías extranjeras les implicaban exenciones de ciertos impuestos y cómo sus habilidades y cultura europeas les daban otras ventajas. Para oponerse a ellos, Al-Asma'i propuso varias políticas, incluida la preferencia por comprar bienes producidos localmente, en lugar de productos «extranjeros», es decir, judíos; y la promoción de la industria y el comercio por parte de los árabes ricos. En un artículo, la revista se lamentó de los inmigrantes judíos:

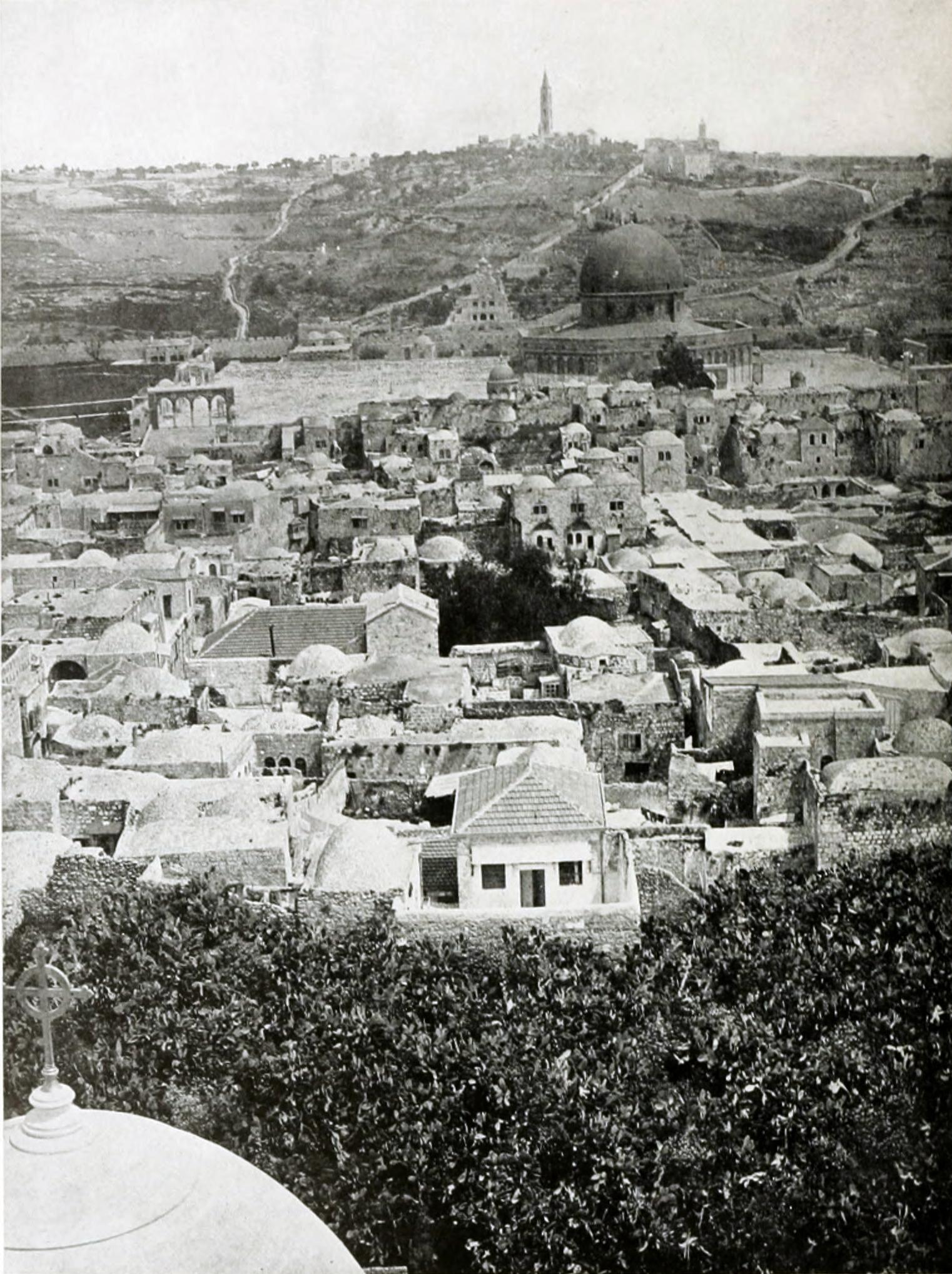
Vista del barrio musulmán de la ciudad vieja de Jerusalén donde se imprimió y publicó la revista, 1910.

En otro artículo en Al-Asma'i escrito por el escritor árabe musulmán Isaaf Nashashibi criticó la falta de voluntad y el fracaso de los inmigrantes judíos europeos para integrarse en su nuevo entorno o para molestarse en aprender árabe, que era un tema común en la prensa árabe antisionista de aquel entonces. Nashashibi escribió que los judíos «deberían ayudar a revivir esta lengua [árabe] después de su destrucción», e instó a «liberar de sus corazones esas aspiraciones vacías como la cuestión del sionismo o el gobierno de Palestina», argumentando que no había ninguna posibilidad de alcanzar tales aspiraciones. esperanzas. «Si los judíos quieren vivir una buena vida con nosotros, deben unirse a nosotros para respetar este hermoso idioma... Deben imitar a nuestros hermanos, los cristianos, que fundan escuelas y enseñan este hermoso idioma».
Los ataques de Al-Asma'i al sionismo dieron lugar a una serie de quejas de los sionistas ante el fiscal de distrito, Yusuf Al-Hakim, que representaba al Imperio otomano en Jaffa. Las denuncias fueron iniciadas principalmente por Shimon Moyal y su esposa Esther, judíos de origen marroquí, así como por Nissim Malul, judío de origen tunecino.

### Otros temas
La revista también se preocupaba por los asuntos agrícolas y el estado de los felahin (campesinos) árabes, por lo que recomendaba que la generación más joven de árabes aprendiera y siguiera los métodos agrícolas judíos. Este punto quedó ilustrado mediante una comparación entre el nivel de vida más bajo en las grandes aldeas árabes en comparación con las de las colonias judías más pequeñas. Promovió la creación de bancos especializados que otorgaran préstamos financieros para el desarrollo agrícola. También se preocupó por las cuestiones de la mujer, destacando la importancia de su educación.

## Discontinuación
La última edición de la revista apareció el 1 de febrero de 1909, cuando su propietario Hanna El-Issa estaba preocupado por el Movimiento Árabe Ortodoxo y representaba a Jaffa como parte de una delegación ortodoxa enviada al gobierno otomano en Estambul para negociar el establecimiento de un consejo mixto en la Iglesia de Jerusalén que representaría a la comunidad árabe palestina además del clero griego; y por la provisión anual de treinta mil libras de oro otomanas por parte de la iglesia para proyectos educativos y sociales. Habiendo regresado de Estambul para someterse a una cirugía, Hanna murió poco después, el 12 de septiembre de 1909, en Jerusalén.
Las disposiciones negociadas por la delegación ortodoxa no se cumplieron, lo que desencadenó una serie de manifestaciones y protestas entre los laicos árabes exigiendo su implementación. Fue en este punto que Issa El-Issa dejó su trabajo como empleado de banco y se unió al movimiento contra la Iglesia al fundar el periódico Filastin en 1911, siguiendo el consejo de su difunto primo Hanna, quien le dijo que crear un nuevo periódico le ayudaría a llegar a un público más amplio. Issa utilizó contactos en Al-Asma'i para adquirir escritores para su nuevo periódico, que se convirtió en uno de los diarios palestinos más influyentes.